# Lucien Bersot
Lucien Jean Baptiste Bersot (ur. 7 czerwca 1881 w Authoison, zm. 13 lutego 1915 w Fontenoy) – francuski żołnierz niesłusznie skazany na śmierć i stracony podczas I wojny światowej.

## Życiorys
Urodził się w Authoison, 7 czerwca 1881 w rodzinie chłopskiej. Przeprowadził się z rodzicami do Besançon, gdzie nauczył się zawodu kowala. W 1908 wstąpił w związek małżeński, rok później urodziła mu się córka. Gdy wybuchła I wojna światowa, został zmobilizowany do 60 pułku piechoty i wysłany na front.
Bersot nosił kalesony, gdyż w magazynie nie było już spodni w jego rozmiarze, z tego powodu drżał z zimna w okopach. 11 lutego 1915 poprosił sierżanta – kwatermistrza o wełniane spodnie, takie, jakie nosili wszyscy żołnierze. Sierżant mu zaproponował spodnie poległego żołnierza, podarte i poplamione krwią. Bersot ich nie przyjął. Za odmowę został skazany na 8 dni aresztu przez porucznika André. Jednak podpułkownik Auroux, dowódca pułku, uznał, że kara jest za łagodna i zażądał postawienia Bersota przed sądem wojennym. Chciał w ten sposób dać przykład wojskowej dyscypliny nowo przybyłym do pułku żołnierzom. Następnego dnia, zwołano sąd polowy, któremu przewodniczył Auroux, Bersot został oskarżony o odmowę wykonania rozkazu i skazany na karę śmierci. Wyrok był absolutnie niezgodny z wojskowym prawem karnym, gdyż popełniony czyn miał miejsce na tyłach, a nie w styczności z wrogiem. Dwóch kolegów skazanego 
(Elie Cottet-Dumoulin i André Mohn) interweniowało u podpułkownika w celu złagodzenia kary, lecz nie tylko nie zostali wysłuchani, a wręcz skazani na karę ciężkich robót w Afryce Północnej. Inni żołnierze odmówili strzelania do swojego towarzysza.
Po zakończeniu działań wojennych ruszyła kampania prasowa, którą rozpoczął prawnik René Rücklin, radny departamentu Territoire de Belfort. Dzięki wsparciu Ligi Praw Człowieka inicjatywa pozwoliła na rehabilitację Bersota 12 lipca 1922. Sąd Kasacyjny orzekł, że Bersot został niesłusznie skazany. Dzięki tej decyzji jego żona mogła otrzymywać rentę po mężu.
Pułkownik Auroux został oskarżony o przeprowadzenie nielegalnego procesu, był jednocześnie oskarżycielem i prezesem sądu, oraz o wymierzenie kary niewspółmiernej do popełnionego czynu (pogwałcenie artykułu 24 Kodeksu prawa wojskowego, stwierdzone przez sąd apelacyjny w Besançon 10 kwietnia 1922). Deputowany Louis Antériou w swoim wystąpieniu przed Zgromadzeniem Narodowym wezwał francuski rząd do osądzenia pułkownika Auroux. Auroux, protegowany ministra wojny André Maginota i hierarchii wojskowej uniknął jakiejkolwiek kary. W 1924 po zmianie rządu został wysłany na emeryturę bez możliwości awansu na stopień generalski, który by otrzymał, gdyby sprawa nie wyszła na jaw.

## Upamiętnienie
- W listopadzie 1994 w Fontenoy został wzniesiony słup pamiątkowy z nazwiskiem Bersota.
- 11 listopada 2009 na ścianie domu kultury w Besançon została odsłonięta tablica pamiątkowa.
- W 1982 Alain Scoff opisał tragiczny los Bersota w książce pt. Le pantalon (dosł. "spodnie").
- W 1997 reżyser Yves Boisset nakręcił film telewizyjny zatytułowany Le pantalon. W rolę Bersota wcielił się Wadeck Stanczak.
- W 2014 zespół La Poupée du Loup nagrał piosenkę Lucien[4][5][6][7].